# Receptação
Receptação (português brasileiro) ou recetação (português europeu) é o ato de adquirir, receber, transportar, conduzir ou ocultar, em proveito próprio ou alheio, coisa que sabe ser produto de crime, ou influir para que terceiro, de boa-fé, a adquira, receba ou oculte.
Existe também outra forma mais gravosa de receptação, conhecida pelo Código Penal Brasileiro como Receptação Qualificada, que pode ser definida pelo fato do infrator adquirir, receber, transportar, conduzir, ocultar, ter em depósito, desmontar, montar, remontar, vender, expor à venda, ou de qualquer forma utilizar, em proveito próprio ou alheio, no exercício de atividade comercial ou industrial, coisa que deve saber ser produto de crime. Ocasiona ao infrator pena de reclusão, de um a quatro anos e multa.